# 아르다 투란
아르다 투란(튀르키예어: Arda Turan, 1987년 1월 30일~)은 튀르키예의 전(前) 축구 선수이자 현 축구 감독으로, 현재 튀르키예 쉬페르 리그 에위프스포르의 감독이다. 현역 시절 포지션은 윙어였다.
튀르키예 국가대표팀 일원으로 100경기에 출전하여 17골을 득점하였으며, UEFA 유로 2008에서의 성공 이후, 그는 스페인 축구 잡지 돈 발론이 2007년 8월에 제작한 세계 최고의 유망주 100인 목록의 8번째에 이름을 올렸다. 2011년 1월 국제축구역사통계연맹(IFFHS)에 의해 2009년의 유럽 최고의 인기 선수 3위로 뽑혔으며, 세계 최고의 인기 선수 14위로도 선정되었다.

## 클럽 경력

### 갈라타사라이
이스탄불의 지구 중 하나인 파티흐 태어난 투란은 갈라타사라이 유소년팀 출신이다. 그는 2004-05 시즌, 게오르게 하지에 의해 1군으로 승격되었고, 2005년 1월 22일에 부르사스포르와의 튀르키예 쿠파스 경기에서 공식 신고식을 치르었다. 그는 같은 쉬페르리그에 소속된 팀인 마니사스포르로 2005-06 시즌의 후반기 동안 임대되었다. 그는 다음 2006-07 시즌에 복귀하였으며, 즉시 1군에 자신의 자리를 확보하였다. 또한, 이때에 그는 처음으로 성인 국가대표팀에 차출되었다. 투란은 갈라타사라이가 다음 시즌의 UEFA 챔피언스리그 조별 리그 진출에 도움을 주었다.
투란은 2007-08 시즌에도 후반기에 7골을 득점하면서 자신의 상승세를 이어나갔다. 2009-10 시즌을 앞두고, 투란은 21세에 2009-10 시즌을 앞두고 갈라타사라이의 주장 완장을 받았고, 이전까지 쓰던 등번호 66번에서 메딘 오크타이와 게오르게 하지가 쓰던 등번호인 10번을 받았다. 주장을 맡은 후의 시즌 초, 그는 리그 6연승에 공헌하며 갈라타사라이를 선두에 안정적으로 올려놓았다. 2010-11 시즌, 투란은 부상으로 어려움을 겪었고, 적은 수의 경기에 출장하였다. 시즌 종료 때까지, 그는 12번의 리그 경기 출전에 그쳤고, 그 와중에 2골을 득점하였으며, 3번의 튀르키예 쿠파스 경기에 출전하여 1골을 넣었다. 그의 갈라타사라이에서의 막판 4경기에서의 활약은 스페인 클럽 아틀레티코 마드리드가 관심을 가지기에 이르렀다.

### 아틀레티코 마드리드

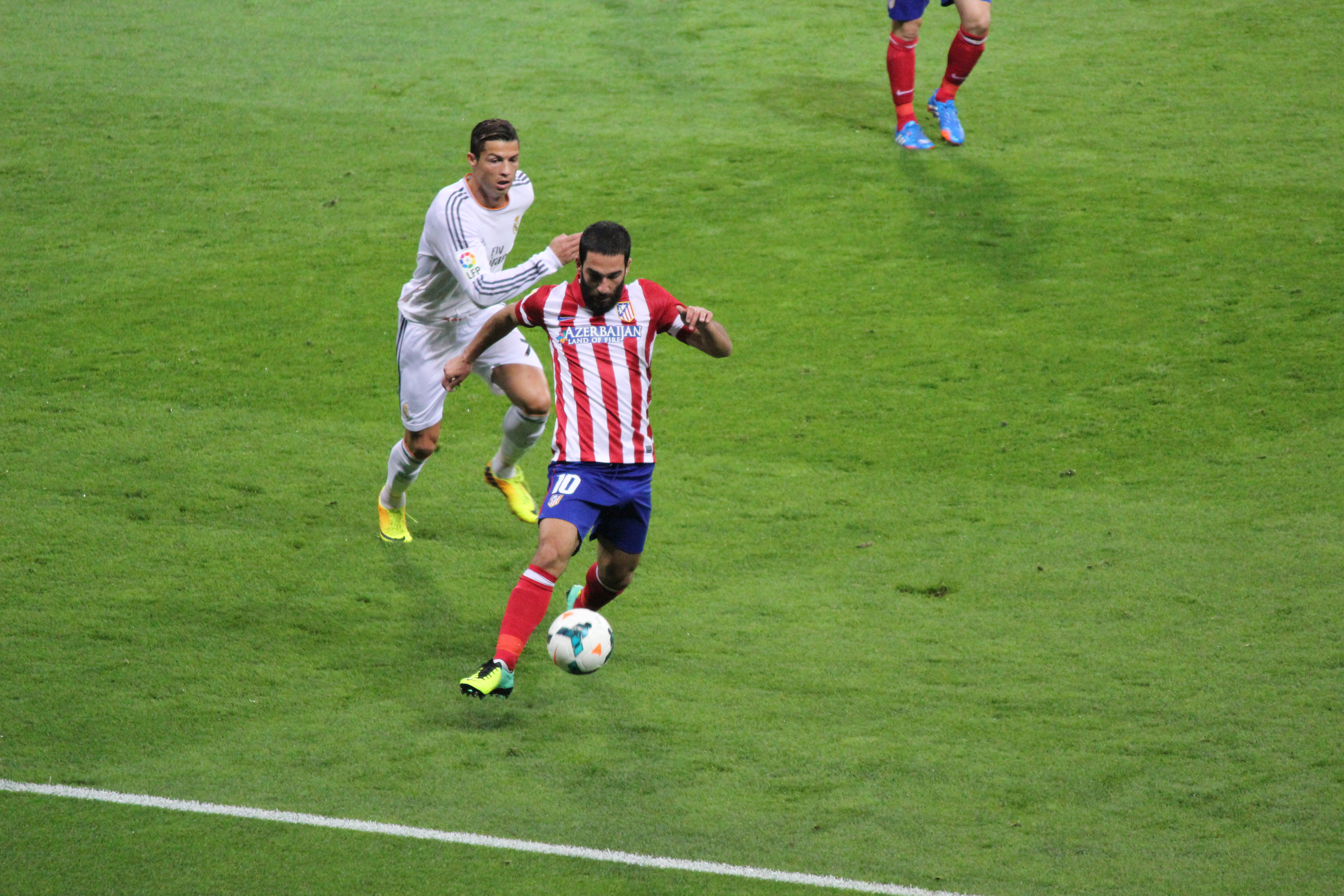
2013년 레알 마드리드를 상대하는 투란

2011년 8월 9일 저녁, 아르다가 €12M에 보너스가 얹혀진 가격에 아틀레티코 마드리드에 합류하기로 발표되었고, 그는 튀르키예 역대 최고가 선수가 되었다.
그는 등번호 11번을 받아 2011년 8월 28일, 오사수나와의 경기에서 후반에 교체 출전하며 2011-12 시즌에 처음으로 출전하였다. 9월 15일, 그는 셀틱과의 UEFA 유로파리그 경기에 선발로 출전하여 1어시스트를 적립하였다. 9월 18일, 투란은 또다시 선발로 출전하여 2어시스트를 추가하였다.
10월 25일, 위날 아이살 갈라타사라이 회장은 아르다가 아틀레티코와 갈라타사라이간의 이적 조항에 따라 향후 우선 매수청구권에 의해 갈라타사라이로 복귀할 수 있다고 리그 TV의 인터뷰에서 폭로하였다. 10월 30일, 투란은 셀틱과의 유로파리그 경기에서 발리슛으로 아틀레티코 이적 후로는 1호골을 득점하였다. 12월 11일, 투란은 박스 바깥쪽 발리슛으로 라 리가 1호골을 득점하였다. 이어지는 3-1로 이긴 렌과의 유로파리그 경기에서, 투란은 또다시 골네트를 흔들었다.
2012년 4월 22일, 투란은 2분 사이에 멀티골을 득점하며 아틀레티코의 에스파뇰전 3-1 승리를 견인하였고, 팀은 7위로 올라서면서 챔피언스리그 진출권의 마지노선에 위치한 말라가를 3점차로 추격하였다. 5월 9일, 아틀레틱 빌바오와의 2012 UEFA 유로파리그 결승전에서, 그는 라다멜 팔카오에게 한 골을 어시스트하며, 리드를 2-0 두 골차로 늘렸다.
2012-13 시즌에 들어서면서 아르다의 등번호는 11번에서 10번으로 변경되었다. 그는 1-1로 비긴 레반테와의 리그 개막전에서 장거리 슛으로 환상적인 득점에 성공하였다. 이후 챔피언스리그 우승팀 첼시와의 2012년 UEFA 슈퍼컵에서 라다멜 팔카오의 3번째 골을 어시스트하며 4-1 승리에 공헌하였고, 팀은 슈퍼컵을 획득하였다. 2012년 9월 16일, 투란은 4-3으로 이긴 라요 바예카노와의 홈 경기에서 팀의 3번째 골을 득점하였다. 그는 다음 시즌에 제니트와 포르투와의 처음 두 챔피언스리그 경기에서 모두 득점하며 아틀레티코의 승리에 혁혁한 공을 세웠다.

### FC 바르셀로나
그는 아틀레티코 마드리드에서 FC 바르셀로나로 이적함에 따라 2015/2016 시즌은 바르셀로나 소속이다. 그가 배정받은 등번호는 7번이다.

### 이스탄불 바샥셰히르
2018년 1월 13일, 이스탄불 바샥셰히르에 2년 반 임대로 떠났다.

## 국가대표팀 경력

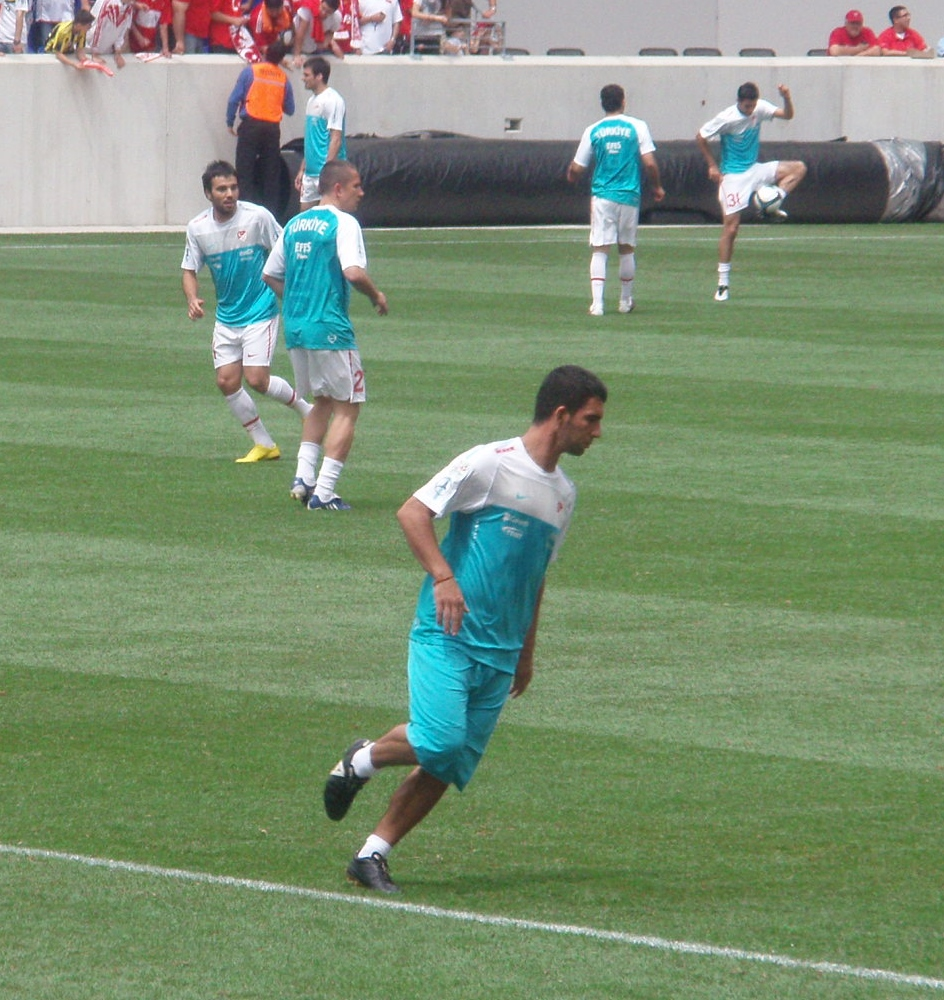
튀르키예 국가대표팀에서 몸을 푸는 투란(2010년 5월 22일)

투란은 튀르키예 국가대표팀 주전으로 활약했으며, 튀르키예 성인 대표팀 일원으로 100경기 출전하였다. 그는 2006년 8월 16일, 1-0으로 승리한 룩셈부르크와의 친선 경기에서 데뷔하였는데, 그 전까지 그는 U-19, U-21 청소년 국가대표팀 일원으로 활약 하였었다. 그는 2008년 5월 25일, 우루과이와의 친선경기에서 첫 국제 경기 득점을 기록하였다. 투란은 튀르키예의 UEFA 유로 2008 예선전 12경기 중 9번의 경기에 출전하였고, 이 대회의 본선에도 출전하였다. 그는 튀르키예가 준결승전으로 진출하는 와중에 2골을 득점하였다. 첫 골은 공동 개최국인 스위스와의 조별 리그 2차전에서 터졌는데, 이 골로 스위스는 탈락하였다. 그의 두번째 골은 2차전까지 동일한 기록을 낸 체코와의 조별 리그 최종전에서 8강 진출권을 가지고 경합하다 득점하였다. 그는 후반전에 튀르키예의 첫번째 골을 득점하였는데, 그는 페트르 체흐를 상대로 낮은 슈팅을 이용해 골문을 열었고, 튀르키예는 0-2로 끌려가다 역전승을 거두었다. 그는 크로아티아와의 8강전에서도 승부차기를 성공시키며 튀르키예를 준결승전에 진출시켰으나, 여기에서 이 대회의 준우승 팀인 독일에 패하였다.
투란은 2010년 FIFA 월드컵 예선전에서 2골을 득점하였으나, 튀르키예는 예선 조를 통과하는데 실패하였다. 2008년 9월, 아르메니아와 튀르키예의 예선전 경기에서 정치 역사적 문제를 뒤로 하였고, 경기 후에 두 팀 모두 2008년 FIFA 페어 플레이 상을 받았다.
2009년 9월 5일, 그는 에스토니아와의 2010년 FIFA 월드컵 예선전에서 튀르키예 국가대표팀의 국제 경기 600호골을 득점하였다. 투란은 UEFA 유로 2012 예선전에서 튀르키예의 4골을 득점하였고, 2 골은 카자흐스탄전에서, 1골은 벨기에전에서, 그리고 나머지 1골은 오스트리아전에서 득점하였다. 그러나, 튀르키예는 크로아티아와의 플레이오프에서 탈락하며 유로 2012의 본선에 모습을 드러내지 못하였다.

## 감독 경력
2023년 4월 14일, 아르다 투란은 TFF 1. 리그의 축구팀 에위프스포르의 감독으로 임명되었고 1년 반 동안 팀의 감독을 수행하는 계약을 체결했다. 그의 감독으로서의 첫 번째 공식 경기는 2023년 4월 16일 TFF 1. 리그 33라운드 괴즈테페 SK 원정 경기였고, 에위프스포르는 유효슈팅을 기록하지 못한 채 경기에서 0대 1로 패배했다.

## 경력 통계
| 클럽                | 시즌      | 리그       | 리그 | 리그 | 내셔널컵 | 내셔널컵 | 유럽 | 유럽 | 기타 | 기타 | 합계 | 합계 |
| 클럽                | 시즌      | 리그       | 출장 | 골   | 출장     | 골       | 출장 | 골   | 출장 | 골   | 출장 | 골   |
| ------------------- | --------- | ---------- | ---- | ---- | -------- | -------- | ---- | ---- | ---- | ---- | ---- | ---- |
| 갈라타사라이        | 2004–05   | 쉬페르리그 | 1    | 0    | 1        | 0        |      |      | —    | —    | 2    | 0    |
| 갈라타사라이        | 2006–07   | 쉬페르리그 | 29   | 5    | 3        | 1        | 7    | 2    | —    | —    | 39   | 8    |
| 갈라타사라이        | 2007–08   | 쉬페르리그 | 30   | 7    | 7        | 0        | 7    | 1    | —    | —    | 44   | 8    |
| 갈라타사라이        | 2008–09   | 쉬페르리그 | 29   | 8    | 6        | 2        | 11   | 2    | —    | —    | 46   | 12   |
| 갈라타사라이        | 2009–10   | 쉬페르리그 | 29   | 7    | 6        | 4        | 12   | 0    | —    | —    | 47   | 11   |
| 갈라타사라이        | 2010–11   | 쉬페르리그 | 12   | 2    | 3        | 1        | 4    | 3    | —    | —    | 19   | 6    |
| 마니사스포르 (임대) | 2005–06   | 쉬페르리그 | 15   | 2    | —        | —        | —    | —    | —    | —    | 15   | 2    |
| 아틀레티코 마드리드 | 2011–12   | 라리가     | 33   | 3    | —        | —        | 12   | 2    | —    | —    | 45   | 5    |
| 아틀레티코 마드리드 | 2012–13   | 라리가     | 32   | 5    | 7        | 0        | 2    | 0    | —    | —    | 41   | 5    |
| 아틀레티코 마드리드 | 2013–14   | 라리가     | 30   | 3    | 5        | 2        | 9    | 4    | 2    | 0    | 46   | 9    |
| 아틀레티코 마드리드 | 2014–15   | 라리가     | 32   | 2    | 4        | 0        | 10   | 1    | —    | —    | 46   | 3    |
| 바르셀로나          | 2015–16   | 라리가     | 18   | 2    | 4        | 0        | 3    | 0    | —    | —    | 25   | 2    |
| 바르셀로나          | 2016–17   | 라리가     | 18   | 3    | 5        | 4        | 5    | 4    | 2    | 2    | 30   | 13   |
| 이스탄불 바샥세히르 | 2017–18   | 쉬페르리그 | 11   | 2    | —        | —        | —    | —    | —    | —    | 11   | 2    |
| 이스탄불 바샥세히르 | 2018-19   | 쉬페르리그 | 17   | 0    | 2        | 0        | —    | —    | —    | —    | 19   | 0    |
| 이스탄불 바샥세히르 | 2019-20   | 쉬페르리그 | 9    | 0    | —        | —        | 3    | 0    | —    | —    | 12   | 0    |
| 갈라타사라이        | 2020-21   | 쉬페르리그 | 32   | 4    | 1        | 0        | 1    | 0    | —    | —    | 34   | 4    |
| 갈라타사라이        | 2021-22   | 쉬페르리그 | 7    | 0    | —        | —        | 5    | 0    | —    | —    | 12   | 0    |
| 경력 합계           | 경력 합계 | 경력 합계  | 384  | 55   | 54       | 14       | 91   | 19   | 4    | 2    | 553  | 90   |

## 개인사
투란은 갈라타사라이의 열성팬으로 자신을 묘사한다. 그는, "다른 팀들이 저에게 거액의 제의를 했으나, 저의 갈라타사라이에 대한 사랑은 진실입니다."라고 말하였다. 그는, "저는 빅 리그에서 활약하고 싶으며, 제 꿈의 클럽은 리버풀입니다."라고 선언하기도 하였다. 그는, "제가 항상 명시한대로, 리버풀은 그들의 전통이 저를 끌리게 합니다. 유럽 무대에서, 저는 리버풀 서포터로써, 유럽으로 나간다면, 저는 그들의 일원이 되고 싶습니다."라고 덧붙였다. 그는 리오넬 메시와 비견되는 것을 즐긴다고 언급하였으나, 그는 메시가 "최고의 선수"라고도 의견을 표하였다. 그는 갈라타사라이의 유소년팀 중 특히 U-21 시절에 활발히 활동하였다. 그는 주요 경기들을 따라 나왔고, 팀을 지원하였다.
2008년 11월 16일, 투란은 이스탄불 BB와의 경기에서 쓰러진 뒤, 병원으로 후송되어 부정맥 판정을 받았다. 이 사건 이후, 의사는 아르다가 건강 상태가 양호하나 극도의 피로가 부정맥을 야기하였다고 발표하였다. 2009년 11월, 그는 가벼운 돼지 인플루엔자 증상을 보이기도 하였으나, 며칠 후 회복되어 훈련에 복귀하였다. 그는 아픈 아이들을 돌보는 것을 주로 하는 인도주의자적 활동으로도 알려져 있다. 그는 차에 열광하며, 현재 소유하고 있는 차는 튀르키예 언론에 의하면 애스턴 마틴의 DB9과 메르세데스-벤츠 SLS AMG로 알려져 있다. 2009년 1월 초, 그는 이스탄불의 대형 교통 사고에 연루되었고, 그의 차량은 재생이 불가능 할 정도로 파손되었다. 운이 좋게도, 투란은 큰 부상을 당하지 않았고, 약간의 긁힘과 찰과상만을 당하고 훈련에 계속 임하였다.
투란은 튀르키예 여배우 시넴 코발과 2009년 8월부터 가까이 지냈다. 2010년 1월 둘은 맞선을 벌였다.

## 수상

### 선수

#### 갈라타사라이 SK
- 쉬페르리그 (1): 2007–08
- 튀르키예 쿠파스 (1): 2004–05

#### 아틀레티코 마드리드
- 라리가 : 2013-14
- 국왕컵 : 2012-13
- UEFA 유로파리그 : 2011-12
- UEFA 슈퍼컵 : 2012

#### FC 바르셀로나
- 라리가 : 2015-16
- 국왕컵 : 2015-16, 2016-17
- 수페르코파 데 에스파냐 : 2016

#### 이스탄불 바샥세히르 FK
- 쉬페르 리그 : 2019-20

### 감독

#### 에유프스포르
- TFF 퍼스트 리그 : 2023-24

### 개인
- 쉬페르리그 올해의 선수 (3): 2008, 2009, 2010
- 쉬페르리그 어시스트왕 (2): 2008–09, 2009–10
- 튀르키예 올해의 선수 : 2008, 2009, 2014, 2015

## 같이 보기
- A매치 100경기 이상 출전한 축구 선수 명단